# Oparzelizna powierzchniowa jabłek

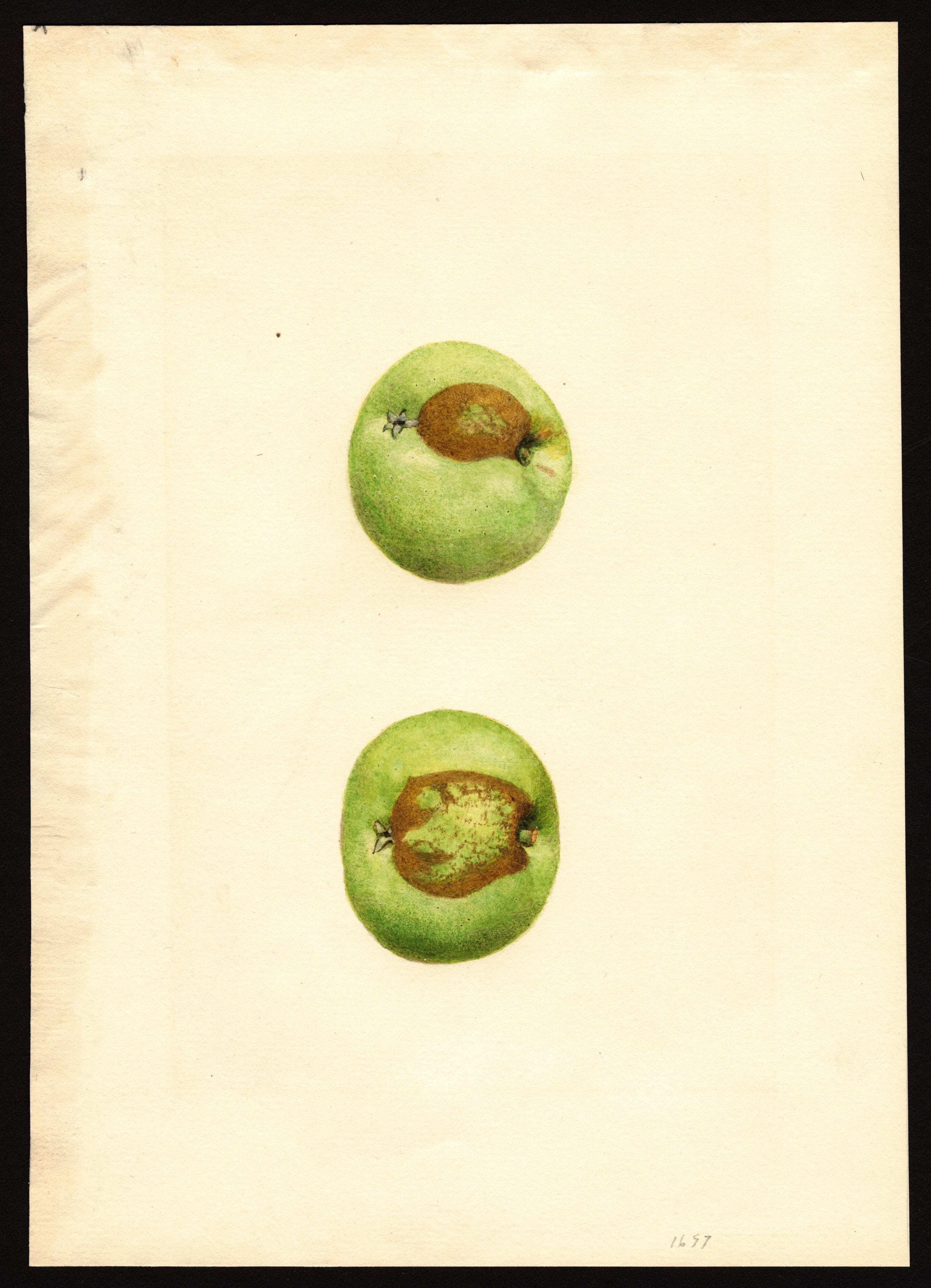

Oparzelizna powierzchniowa jabłek – nieinfekcyjna (fizjologiczna) choroba jabłek.

## Przyczyny choroby i jej objawy
Jest to jedna z najgroźniejszych chorób przechowalniczych jabłek. U podatnych na nią odmian ‘Granny Smith’, 'Golden Delicious', 'McIntosh' pojawia się po 3-4 miesiącach przechowywania, zazwyczaj po przeniesieniu jabłek z chłodni do cieplejszej przechowalni. Do odmian wrażliwych należą także 'Cortland', 'Bancroft', 'Melrose', 'Spartan', 'Starking'. Objawami choroby są jasnobrunatne, drobne i nieregularne przebarwienia na powierzchni skórki. Początkowo są jasne, ale stopniowo ciemnieją, powiększają się i w końcu obejmują znaczna część powierzchni jabłka. Miąższ jabłek nie ulega uszkodzeniu, jednak z powodu zmiany wyglądu jabłka takie tracą wartość handlową.
Bezpośrednią przyczyną choroby jest α-farnesen. Jest to naturalny, lotny związek chemiczny powstający w wyniku procesu utleniania jabłek. Przyczyn jego nadmiernego wydzielania jest kilka: zbyt wczesny lub zbyt późny zbiór jabłek, pogoda (duża ilość opadów latem, ciepła i sucha jesień), niewłaściwe warunki w przechowalni (brak cyrkulacji powietrza i zbyt duża wilgotność) oraz zbyt niski poziom wapnia.

## Zapobieganie
Zapobiega się chorobie poprzez zbiór owoców w odpowiednim terminie, utrzymywanie w przechowalni wilgotności poniżej 92% i właściwego składu gazowego (ilość tlenu w przechowalni gazowej nie powinna przekraczać 1,5%). W nowoczesnych przechowalniach o kontrolowanej, niskotlenowej atmosferze (0,4–0,6% tlenu) okres przechowywania jest znacznie dłuższy. Aby zapobiec masowemu pojawieniu się oparzelizny, warto okresowo pobierać z przechowalni kilka jabłek i przechowywać je w temperaturze pokojowej. Jeśli po kilku dniach pojawi się na nich oparzelizna powierzchniowa, jest to sygnał, że należy zakończyć przechowywanie całej partii tych jabłek. W Polsce zarejestrowany do użycia jest preparat zawierający 1-MCP (np. SmartFresh). Potraktowanie nim jabłek po zbiorze znacznie ogranicza rozwój oparzelizny.